# 斉城昌美
斉城 昌美（さいき まさみ、女性、1954年5月10日 - 2010年1月12日）は、三重県出身の小説家。本名・坂万里子。
椙山女学園大学短期大学部文学科国文専攻卒。在学中にSF同人誌を創刊、編集していたが、30歳を過ぎるころからファンタジー小説「神狼記」シリーズ、「ビザンツの鷲」、歴史小説「青嵐」など。肺炎のため55歳で死去した。

## 著書
- 魔術士の長い影 神狼記1 大陸書房 1990
- 獅子王の毒 神狼記2 大陸書房 1990
- 獣神たちの夏 神狼記3 大陸書房 1990-1991
- 神々の冥き戯れ 神狼記4 昔語りの巻 大陸書房 1991-1992
- 天の狼煙火 神狼記5 昔語りの巻 大陸書房 1992
- ビザンツの鷲 1-4 徳間ノベルス 1993-1995
- 黒狼秘譚 神狼記昔語り 1-3 中央公論社C novels fantasia 1994-1995
- 白狼綺伝 神狼記昔語り 1-5 中央公論社C novels fantasia 1995-1996
- 天魔跳梁 天狗妖草子1 中央公論社C novels fantasia 1997.7
- 天を睨む 双葉社 1997.3
- 乱賊無道 天狗妖草子2 中央公論社C novels fantasia 1997.9
- 風よ奔れ 蓮如教団合戦録 双葉社 1998.4
- 炎が駈ける 続蓮如教団合戦録 双葉社 1998.11
- 青嵐 楠木正行の生涯 中央公論新社 1999.7